# Klein Kottorz
Klein Kottorz, polnisch Kotórz Mały (1936–1945: Klein Kochen) ist eine Ortschaft in Oberschlesien. Klein Kottorz liegt in der Gemeinde Turawa im Powiat Opolski (Landkreis Oppeln) in der polnischen Woiwodschaft Oppeln. Seit 2012 ist Groß Kottorz offiziell zweisprachig (Polnisch und Deutsch).

## Geographie

### Geographische Lage
Klein Kottorz liegt in der historischen Region Oberschlesien im Oppelner Land. Der Ort liegt drei Kilometer südwestlich vom Gemeindesitz Turawa und zwölf Kilometer nordöstlich von der Kreisstadt und Woiwodschaftshauptstadt Opole (Oppeln). 
Klein Kottorz liegt in der Nizina Śląska (Schlesischen Tiefebene) innerhalb der Równina Opolska (Oppelner Ebene). Nördlich des Dorfes fließt die Mała Panew (Malapane). Klein Kottorz liegt an der Bahnstrecke Opole–Kluczbork. 

### Nachbarorte
Nachbarorte von Klein Kottorz sind im Nordwesten Wengern (Węgry), im Nordosten Turawa, im Osten Groß Kottorz (Kotórz Wielki) und im Südwesten der Weiler Borek und Sowade (Zawada).

## Geschichte

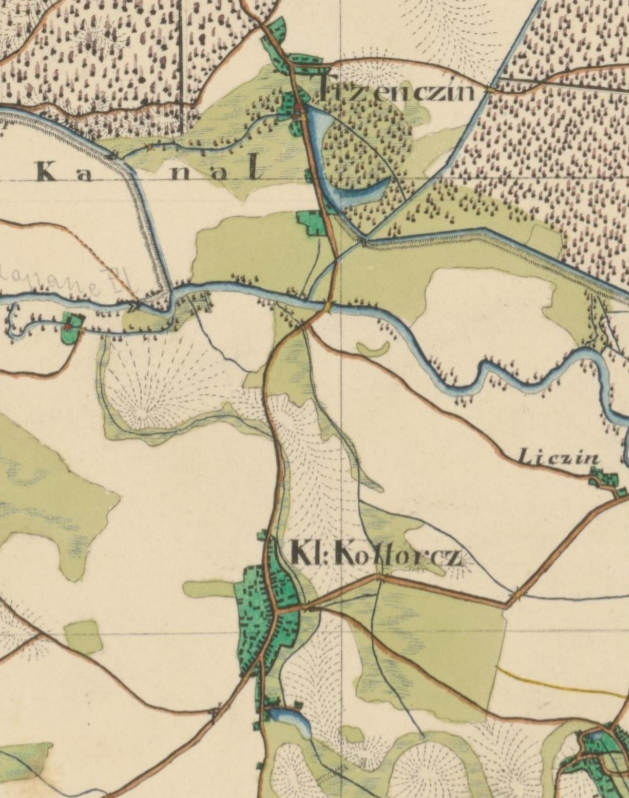
Karte mit Klein Kottorz von 1828

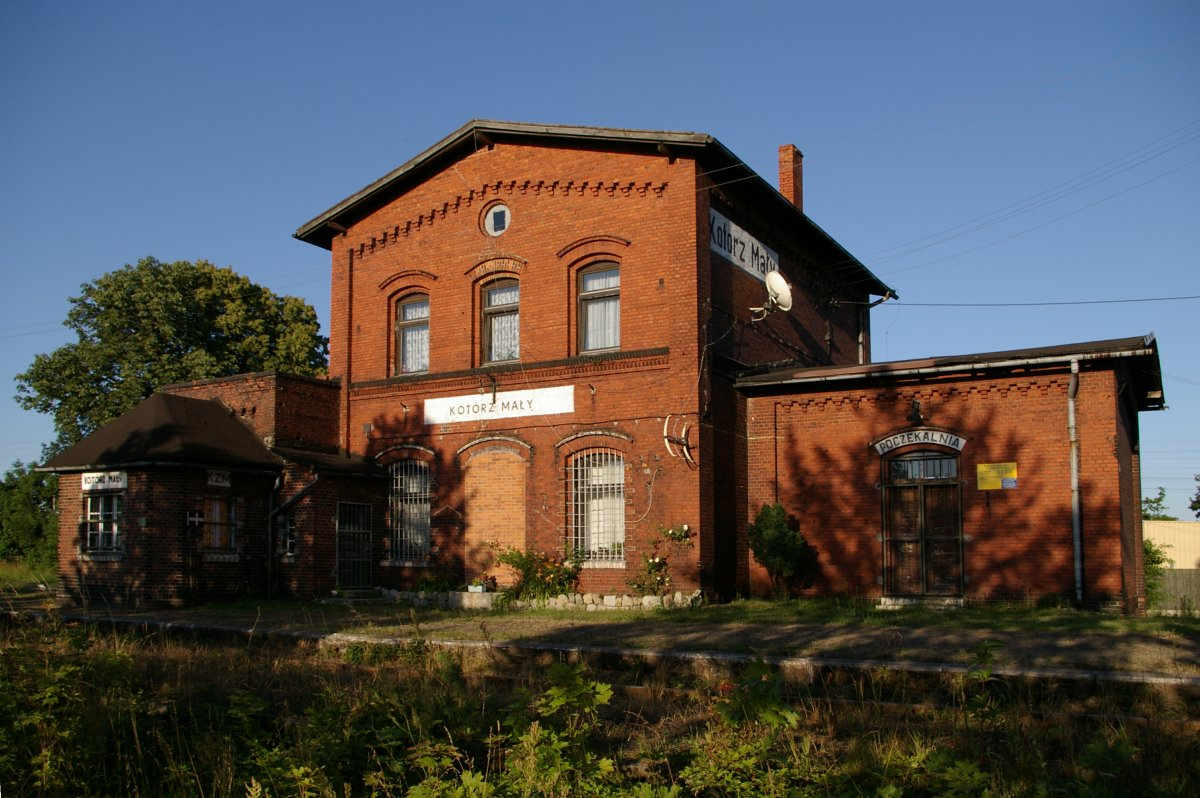
Empfangsgebäude des Bahnhofs Kotórz Mały

Der Ort wurde 1295 erstmals urkundlich erwähnt. Im Liber fundationis episcopatus Vratislaviensis von 1295 wird der Ort als „Chotors“ erwähnt. 1399 wird der Ort als Parua Kotocz erwähnt. 
Nach dem Ersten Schlesischen Krieg 1742 fiel Klein Kottorz mit dem größten Teil Schlesiens an Preußen.
Nach der Neuorganisation der Provinz Schlesien gehörte die Landgemeinde Klein Kottorz ab 1816 zum Landkreis Oppeln im Regierungsbezirk Oppeln. 1845 bestanden im Dorf 80 Häuser. Im gleichen Jahr lebten in Klein Kottorz 570 Menschen, davon zehn evangelisch. 1865 hatte der Ort 19 Bauern, 13 Gärtner und 28 Häusler. 1874 wurde der Amtsbezirk Turawa gegründet, welcher aus den Landgemeinden Friedrichsfelde, Groß Kottorz, Klein Kottorcz, Kobyllno und Turawa und den Gutsbezirken Kobyllno und Turawa bestand. Mit Eröffnung der Bahnstrecke Opole–Kluczbork im Jahr 1899 erhielt Klein Kottorz einen Anschluss an das Schienennetz der Oberschlesischen Eisenbahn. 1891 wurde die Freiwillige Feuerwehr in Klein Kottorz gegründet.
1903 kam es zu einem verheerenden Brand im Dorf, bei welchem 63 Häuser zerstört und beschädigt wurden. 1913 wurde im Dorf eine Schule eröffnet. Bei der Volksabstimmung in Oberschlesien am 20. März 1921 stimmten 267 Wahlberechtigte für einen Verbleib bei Deutschland und 305 für Polen. Klein Kottorz verblieb beim Deutschen Reich. Bei einem Eisenbahnunglück am Bahnhof Klein Kottorz kam im Jahr 1924 eine Person ums Leben, fünf Personen wurden verletzt. 1933 lebten im Ort 970 Einwohner. Am 19. Mai 1936 wurde der Ort in Klein Kochen umbenannt. 1939 hatte der Ort 1.059 Einwohner. Bis 1945 befand sich der Ort im Landkreis Oppeln.
Am 22. Januar 1945 erreichte die Rote Armee Klein Kottorz und setzte einige Häuser im Dorf in Brand, darunter die beiden Restaurants des Dorfes. 1945 kam der bisher deutsche Ort unter polnische Verwaltung und wurde in Kotórz Mały umbenannt und der Woiwodschaft Schlesien angeschlossen. 1950 kam der Ort zur Woiwodschaft Oppeln. 1999 kam der Ort zum wiedergegründeten Powiat Opolski. Am 8. März 2012 erhielt der Ort zusätzlich den amtlichen deutschen Ortsnamen Klein Kottorz. 2016 eröffnete die Miro Deutsche Fussballschule, welche vom Deutscher Freundschaftskreis gefördert wird.

## Sehenswürdigkeiten
- Dreistöckige Glockenkapelle
- Empfangsgebäude des Bahnhofs Kotórz Mały

## Vereine
- Deutschen Freundschaftskreis
- Sportverein LKS Silesius